# Gare de Bambrugge
La gare de Bambrugge, (en néerlandais : station Bambrugge), est une gare ferroviaire belge de la ligne 82, d'Alost à Burst. Elle est située à Bambrugge, section de la commune d'Erpe-Mere, dans la province de Flandre-Orientale en Région flamande.
C'est un point d'arrêt de la Société nationale des chemins de fer belges (SNCB), desservi, uniquement en semaine, par des trains P.

## Situation ferroviaire
Établie à 47 mètres d'altitude, la gare de Bambrugge est située au point kilométrique (PK) 9,000 de la ligne 82, d'Alost à Burst (voie unique), entre les gares d'Erpe-Mere et de Burst.

## Histoire
La halte de Bambrugge est créée et ouverte au service des voyageurs le 1er octobre 1911. Elle est gérée par la gare de Burst.

## Service des voyageurs

### Accueil
Point d'arrêt SNCB, il dispose d'un panneau d'informations et d'un quai, avec un abri.

### Desserte
Bambrugge est desservie, uniquement en semaine par des trains P, sept dans chaque sens chaque jour.

### Intermodalité
Un parc pour les vélos y est aménagé.

## Comptage voyageurs
Le graphique et le tableau montrent le nombre de passagers qui en moyenne embarquent durant la semaine, le samedi et le dimanche.
| Nombre de voyageurs qui embarquent à la gare de Bambrugge | Nombre de voyageurs qui embarquent à la gare de Bambrugge | Nombre de voyageurs qui embarquent à la gare de Bambrugge | Nombre de voyageurs qui embarquent à la gare de Bambrugge |
|                                                           | Semaine                                                   | Samedi                                                    | Dimanche                                                  |
| --------------------------------------------------------- | --------------------------------------------------------- | --------------------------------------------------------- | --------------------------------------------------------- |
| 1977                                                      | 114                                                       | 9                                                         | -                                                         |
| 1978                                                      | 128                                                       | -                                                         | -                                                         |
| 1979                                                      | 87                                                        | 5                                                         | -                                                         |
| 1980                                                      | 77                                                        | 6                                                         | -                                                         |
| 1981                                                      | 120                                                       | 2                                                         | -                                                         |
| 1982                                                      | 65                                                        | -                                                         | -                                                         |
| 1983                                                      | 68                                                        | -                                                         | -                                                         |
| 1984                                                      | 88                                                        |                                                           | -                                                         |
| 1985                                                      | 52                                                        |                                                           | -                                                         |
| 1986                                                      | 64                                                        | -                                                         | -                                                         |
| 1987                                                      | 90                                                        | -                                                         | -                                                         |
| 1988                                                      | 60                                                        | -                                                         | -                                                         |
| 1989                                                      | 81                                                        | -                                                         | -                                                         |
| 1990                                                      | 112                                                       | -                                                         | -                                                         |
| 1991                                                      | 113                                                       | -                                                         | -                                                         |
| 1992                                                      | 81                                                        | -                                                         | -                                                         |
| 1993                                                      | 70                                                        | -                                                         | -                                                         |
| 1994                                                      | 64                                                        | -                                                         | -                                                         |
| 1995                                                      | 61                                                        | -                                                         | -                                                         |
| 1996                                                      | 60                                                        | -                                                         | -                                                         |
| 1997                                                      | 77                                                        | -                                                         | -                                                         |
| 1998                                                      | 51                                                        | -                                                         | -                                                         |
| 1999                                                      | 44                                                        | -                                                         | -                                                         |
| 2000                                                      | 77                                                        | -                                                         | -                                                         |
| 2001                                                      | 47                                                        | -                                                         | -                                                         |
| 2002                                                      | 47                                                        | -                                                         | -                                                         |
| 2003                                                      | 66                                                        | -                                                         | -                                                         |
| 2004                                                      | 55                                                        | -                                                         | -                                                         |
| 2005                                                      | 41                                                        | -                                                         | -                                                         |
| 2006                                                      | 45                                                        | -                                                         | -                                                         |
| 2007                                                      | 49                                                        | -                                                         | -                                                         |
| 2008                                                      | -                                                         | -                                                         | -                                                         |
| 2009                                                      | 57                                                        | -                                                         | -                                                         |
| 2010                                                      | -                                                         | -                                                         | -                                                         |
| 2011                                                      | -                                                         | -                                                         | -                                                         |
| 2012                                                      | 68                                                        | -                                                         | -                                                         |
| 2013                                                      | 46                                                        | -                                                         | -                                                         |
| 2014                                                      | 55                                                        | -                                                         | -                                                         |
| 2015                                                      | 51                                                        | -                                                         | -                                                         |
| 2016                                                      | 45                                                        | -                                                         | -                                                         |
| 2017                                                      | 41                                                        | -                                                         | -                                                         |
| 2018                                                      | 39                                                        | -                                                         | -                                                         |
| 2019                                                      | 50                                                        | -                                                         | -                                                         |
| 2020                                                      | 17                                                        | -                                                         | -                                                         |
| 2021                                                      | -                                                         | -                                                         | -                                                         |
| 2022                                                      | 31                                                        | -                                                         | -                                                         |
| 2023                                                      | 31                                                        | -                                                         | -                                                         |
| 2024                                                      | 46                                                        | -                                                         | -                                                         |